# 166. Preis der Diana 2024
Der 166. Preis der Diana 2024 (voller Name 166. Henkel-Preis der Diana – German Oaks) fand am 4. August 2024 auf der Galopprennbahn Düsseldorf-Grafenberg statt. Es war die 166. Ausgabe dieses seit 1857 ausgetragenen Rennens und war mit 500.000 € dotiert.
Es gewann Start-Ziel die von Maxim Pecheur für das Gestüt Röttgen trainierte, vom Gestüt Röttgen auch gezogene und von Martin Seidl gerittene Stute Erle (Reliable Man – Kizingo) vor Spanish Eyes und Lady Mary. Für Maxim Pecheur war es in seinem ersten Jahr als Trainer der bislang größte Erfolg, nachdem er dieses Rennen 2019 schon einmal als Jockey gewinnen konnte. Für Jockey Martin Seidl war es ebenfalls der erste Erfolg in diesem Rennen und der bislang größte seiner Karriere. Erles mütterliche Großmutter Enora gewann 2010 ebenfalls den Preis der Diana für das Gestüt Röttgen.

## Resultat
| Platz | Pferd              | Nr. | Abstand      | Gewinn    | Besitzer                       | Trainer                | Jockey               | Quote |
| ----- | ------------------ | --- | ------------ | --------- | ------------------------------ | ---------------------- | -------------------- | ----- |
| 01    | Erle               | 02  | leicht       | 300.000 € | Gestüt Röttgen                 | Maxim Pecheur          | Martin Seidl         | 03,2  |
| 02    | Spanish Eyes       | 14  | 1 Länge      | 100.000 € | Gestüt Karlshof                | Andreas Wöhler         | Thore Hammer-Hansen  | 30,1  |
| 03    | Lady Mary          | 04  | 3 1⁄2 Längen | 050.000 € | Graf u. Gräfin v. Stauffenberg | Andreas Suborics       | Vincent Ho           | 07,   |
| 04    | New York City      | 06  | 1⁄2 Länge    | 027.000 € | Gestüt Ebbesloh                | Sarah Steinberg        | Rene Piechulek       | 13,8  |
| 05    | Darnation          | 01  | 1⁄2 Länge    | 013.000 € | Newtown Anner Stud Farm        | Karl Richard Burke     | Adrie de Vries       | 03,2  |
| 06    | Je Zous            | 08  | 3⁄4 Länge    | 010.000 € | Go Racing                      | Joseph Patrick O’Brien | Bauyrzhan Murzabayev | 11,9  |
| 07    | Weltbeste          | 11  | 3 Längen     |           | Gestüt Röttgen                 | Maxim Pecheur          | Lukas Delozier       | 20,3  |
| 08    | Princess Valentina | 09  | Kopf         |           | David u. Hans-P. Schön         | Axel Kleinkorres       | Michael Cadeddu      | 32,7  |
| 09    | Bubble Gum         | 03  | 1 ⁄4 Längen  |           | Jamie Lovett                   | Fabrice Chappet        | James Peter Spencer  | 09,9  |
| 10    | Diamond Crown      | 05  | 1⁄2 Länge    |           | Gestüt Brümmerhof              | Andreas Suborics       | Hugo Boutin          | 17,5  |
| 11    | Hope and Believe   | 16  | 1 3⁄4 Längen |           | Stall Route 66 / Partner 3.0   | Andreas Wöhler         | Wladimir Panov       | 51,5  |
| 12    | Ashana             | 15  | 3⁄4 Länge    |           | Darius Racing                  | Markus Klug            | Andrasch Starke      | 18,6  |
| 13    | Lingua Franca      | 12  | 1⁄2 Länge    |           | Kirsten Rausing                | Sir Mark Prescott      | Luke Morris          | 25,8  |
| 14    | Night of Laki’s    | 10  | 4 1⁄2 Längen |           | Stall Just Reese Route 66      | Andreas Wöhler         | Eduardo Pedroza      | 46,1  |
| 15    | Diya               | 07  | 2 1⁄4 Längen |           | Gestüt Brümmerhof              | Sarah Steinberg        | Sibylle Vogt         | 22,2  |

## Bilder der Diana-SiegerinErle

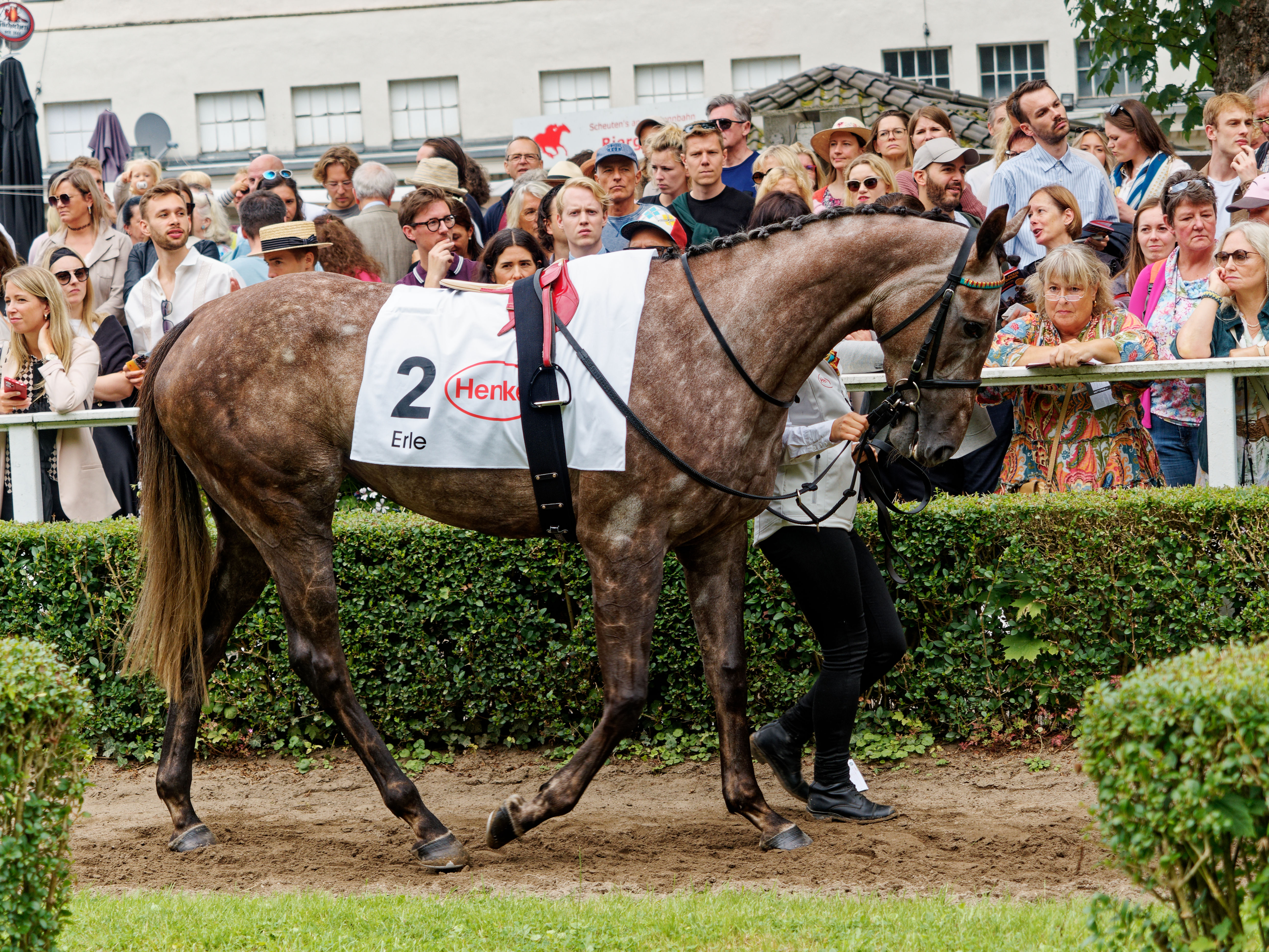
Erle im Führring
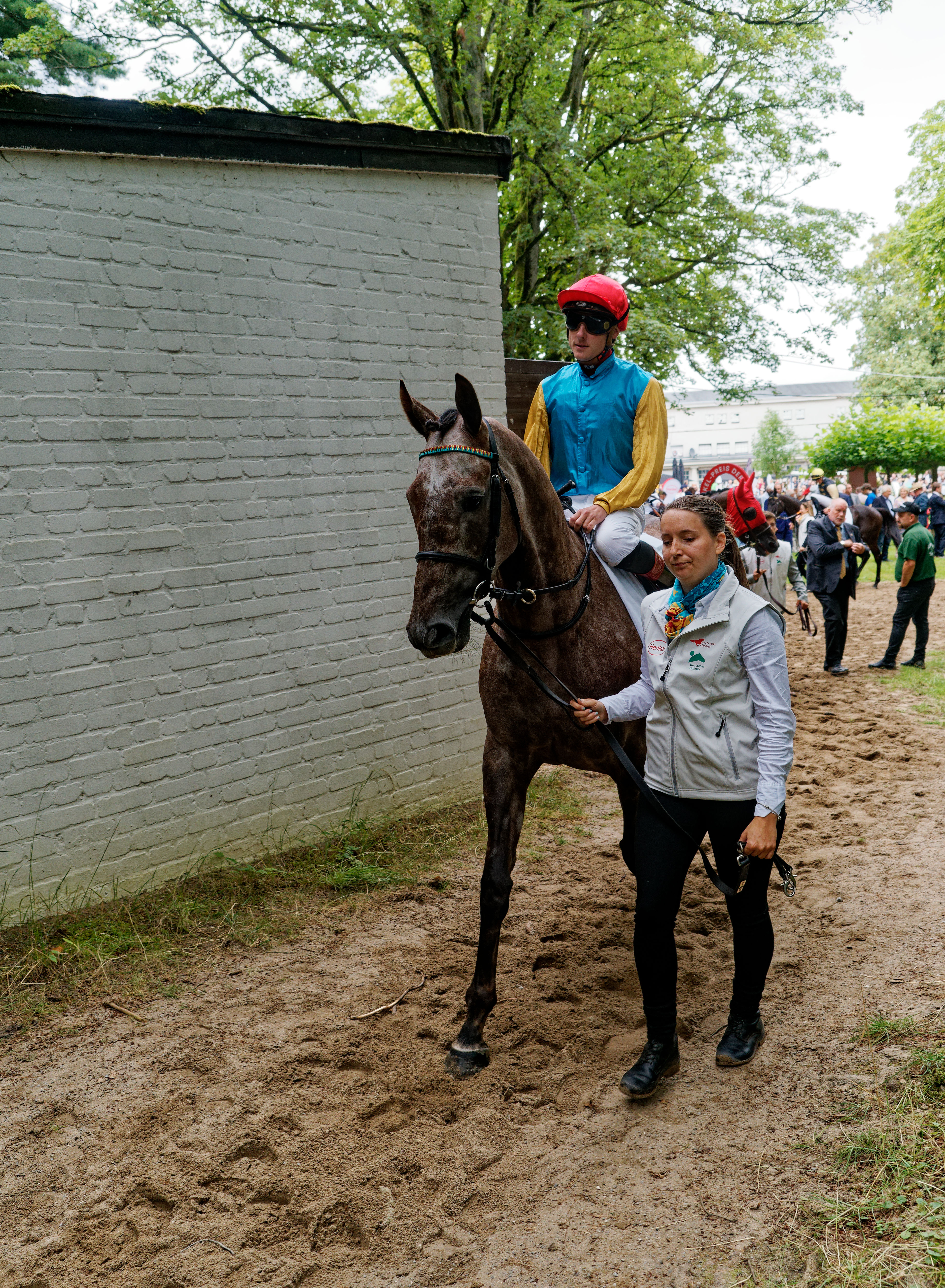
Erle mit Jockey Martin Seidl beim Verlassen des Führrings in Richtung Geläuf
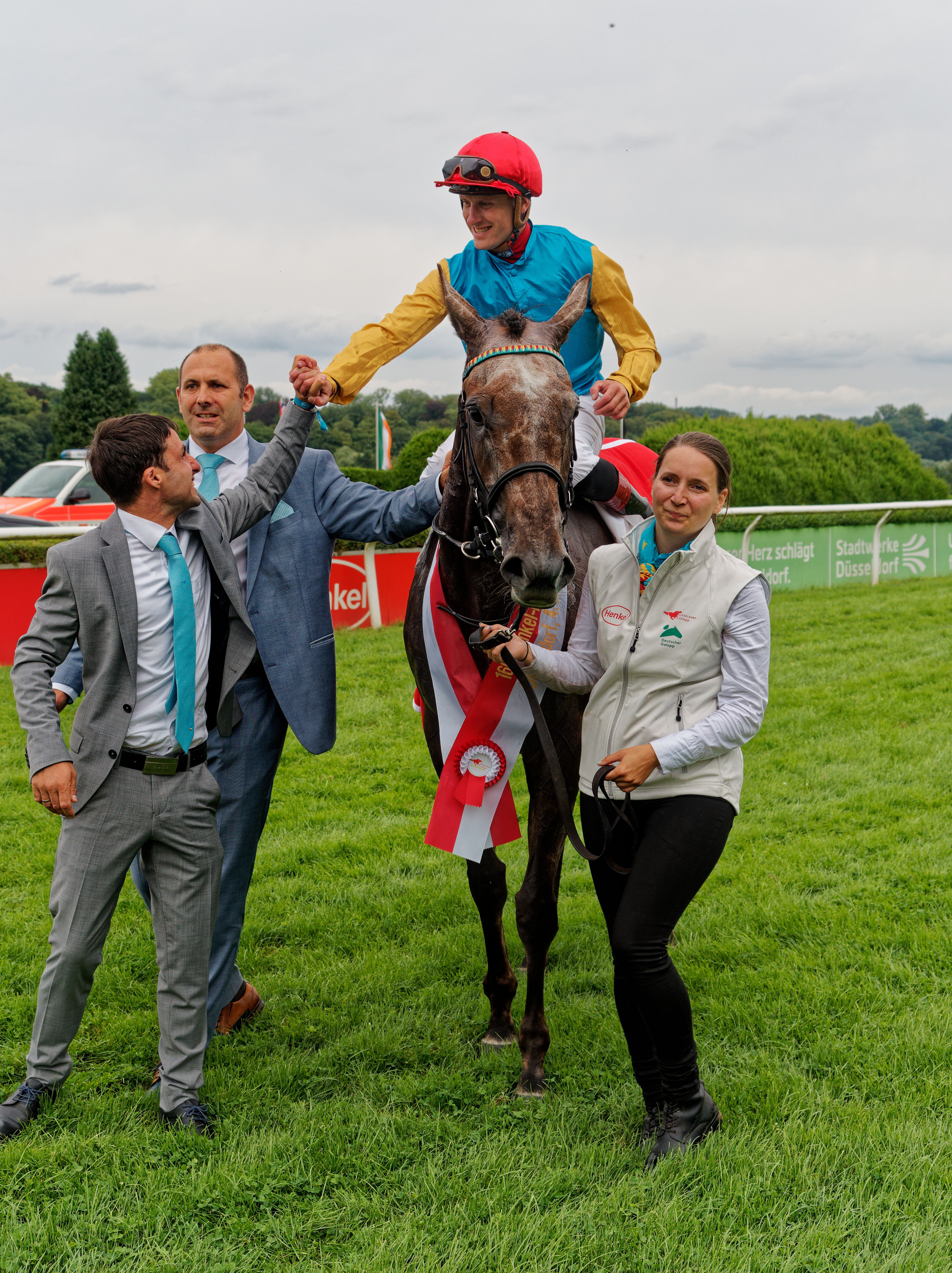
Erle mit dem siegreichen Team nach dem Rennen auf dem Geläuf
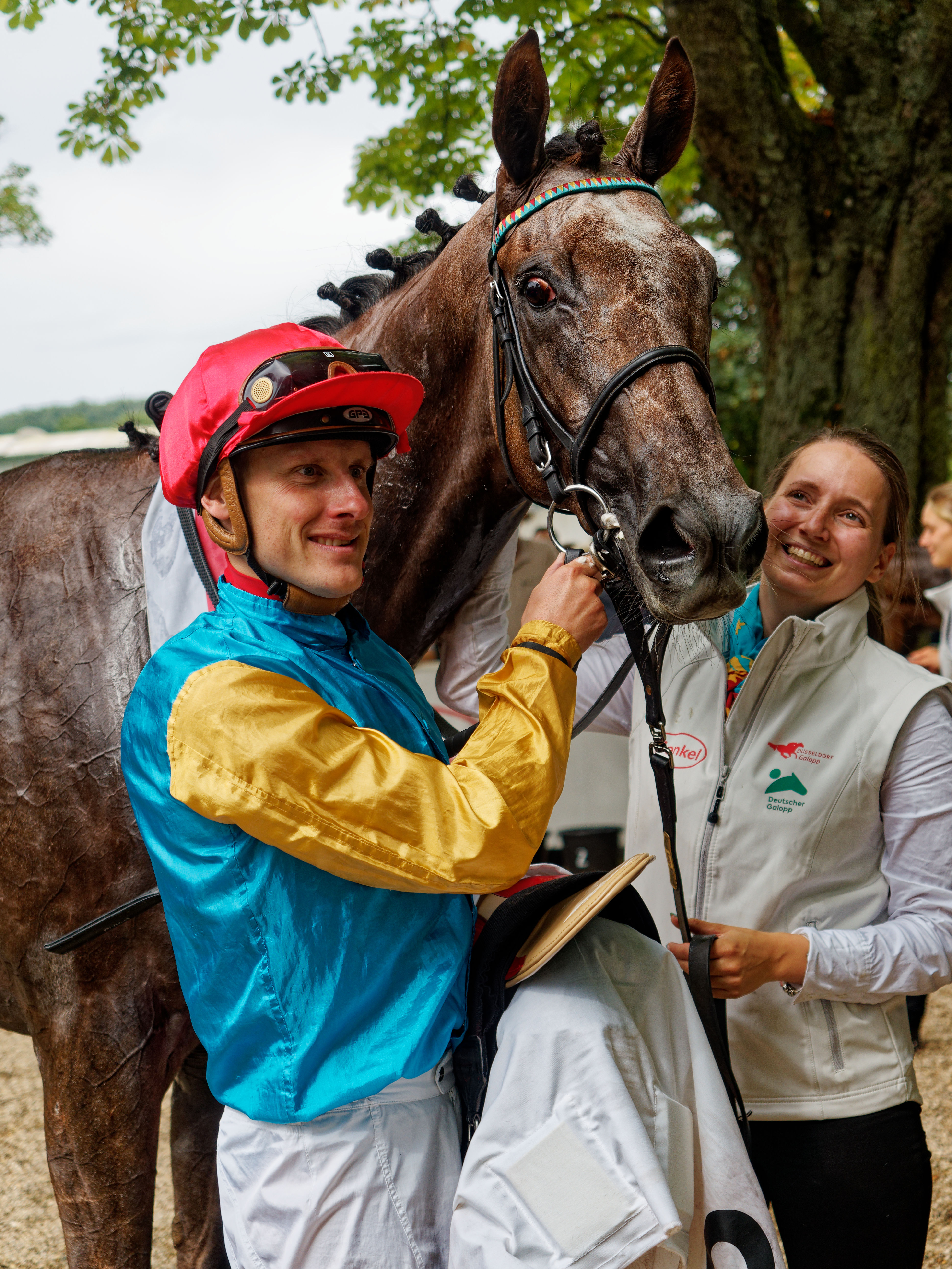
Erle mit Jockey Martin Seidl im Absattelring

## Bilder der platzierten Pferde

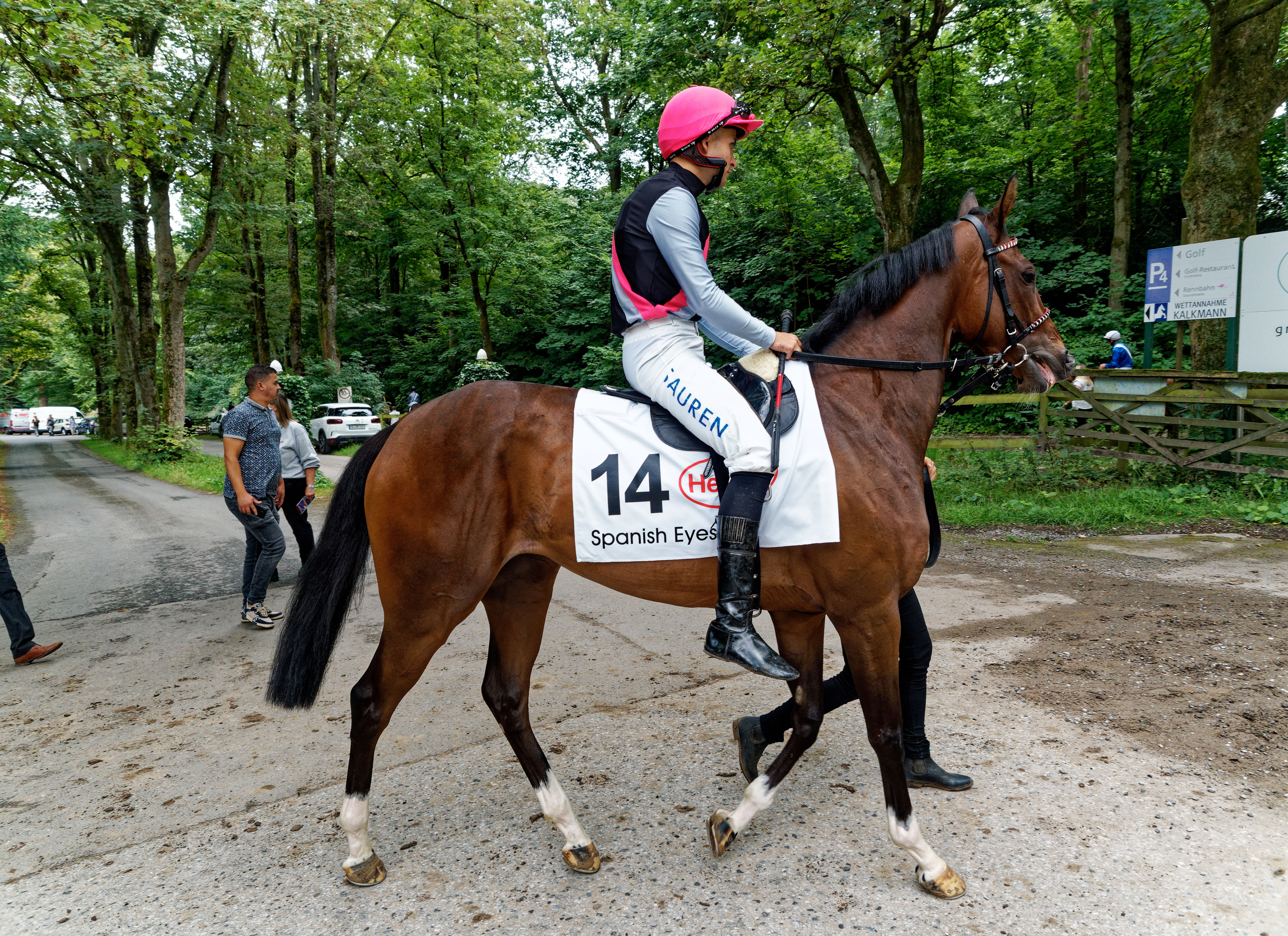
Spanish Eyes
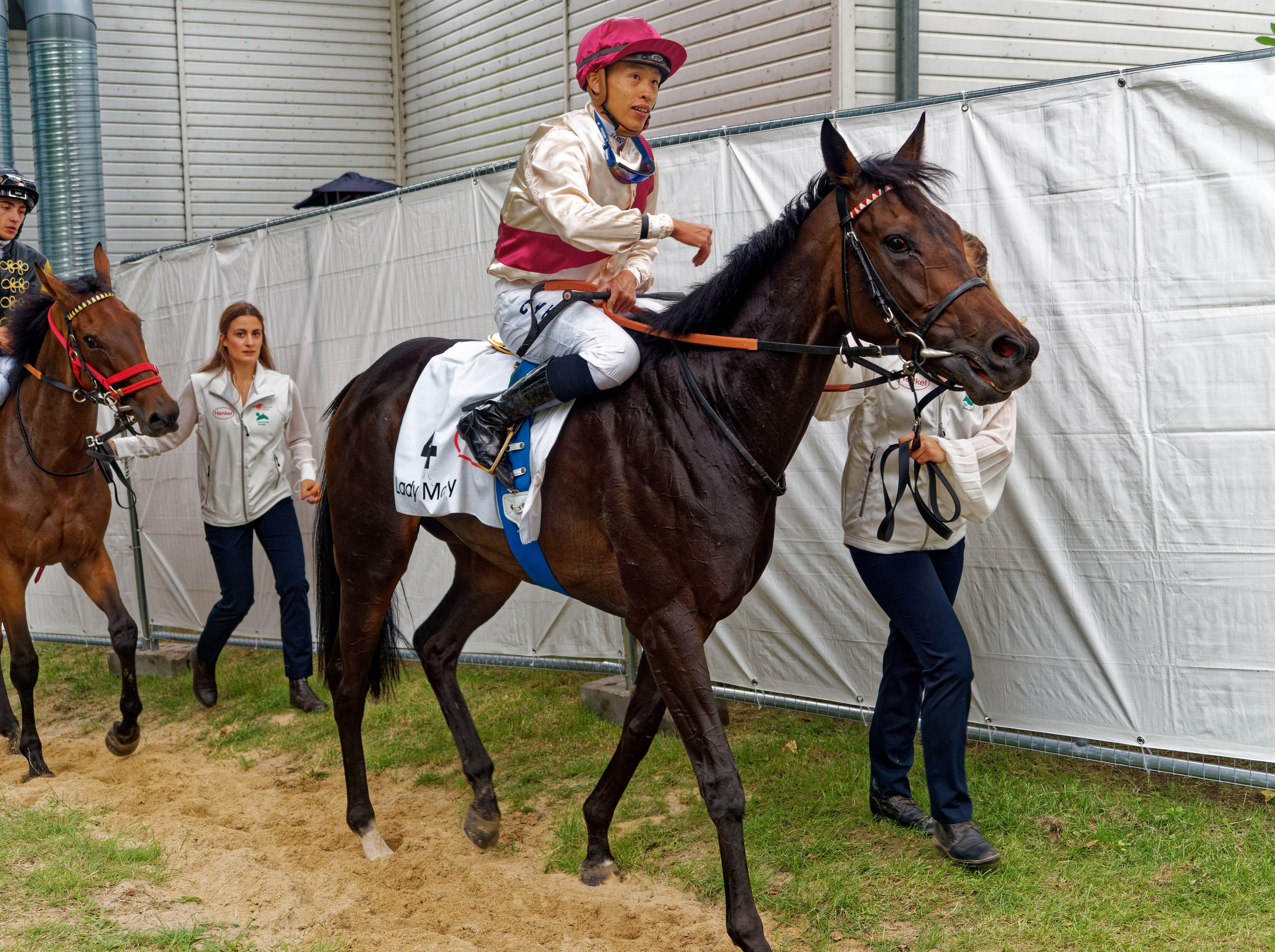
Lady Mary
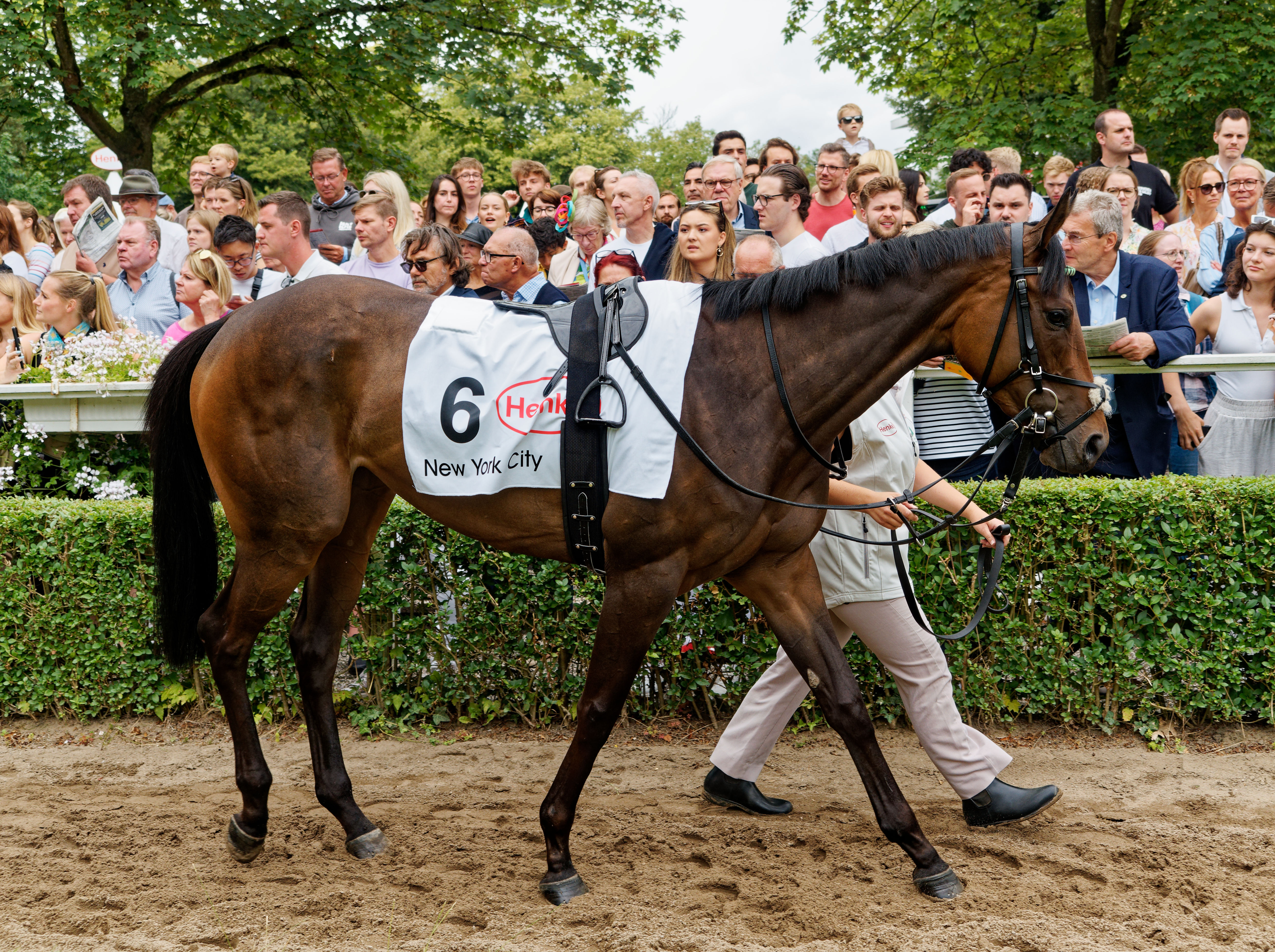
New York City
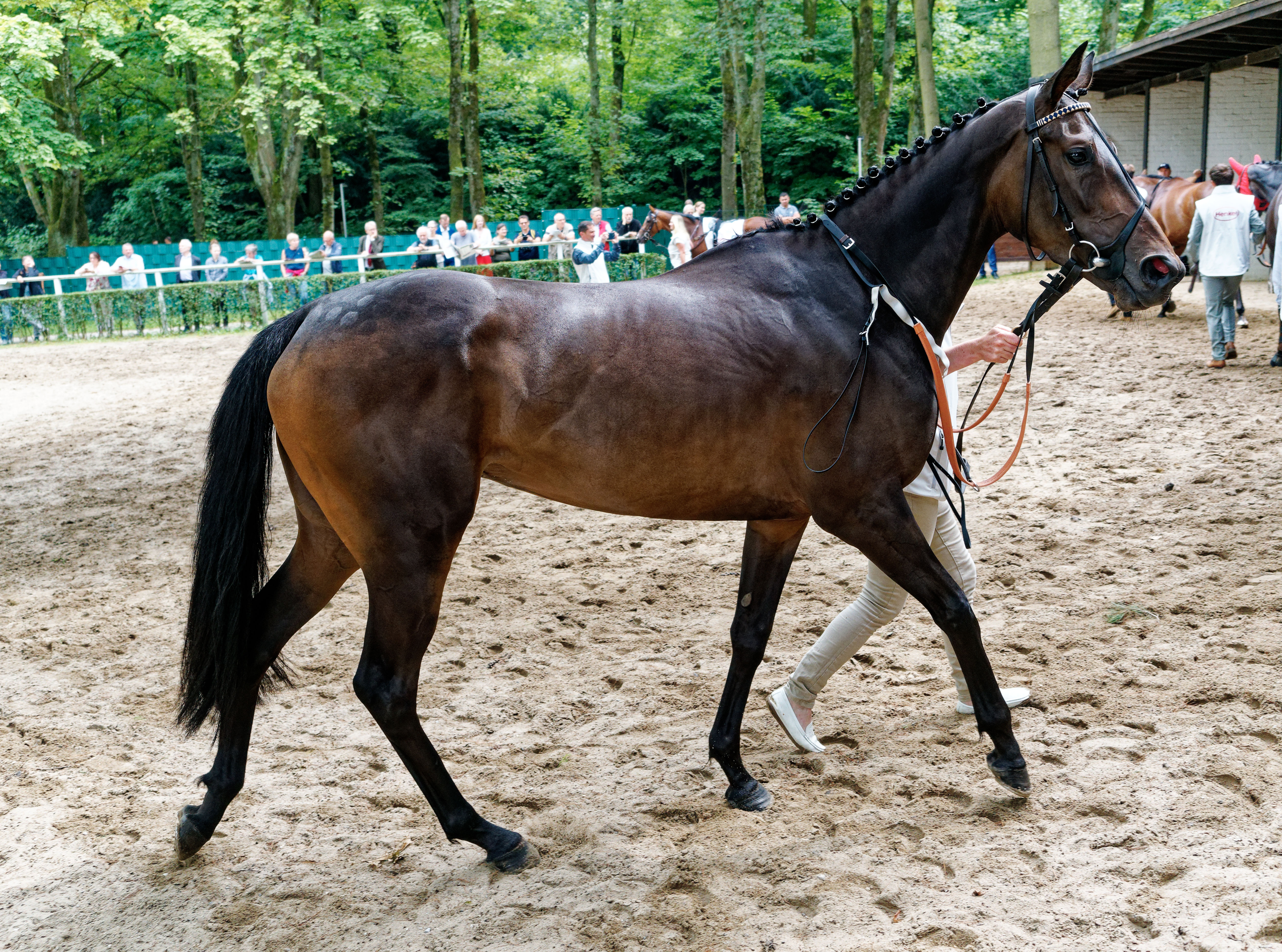
Darnation
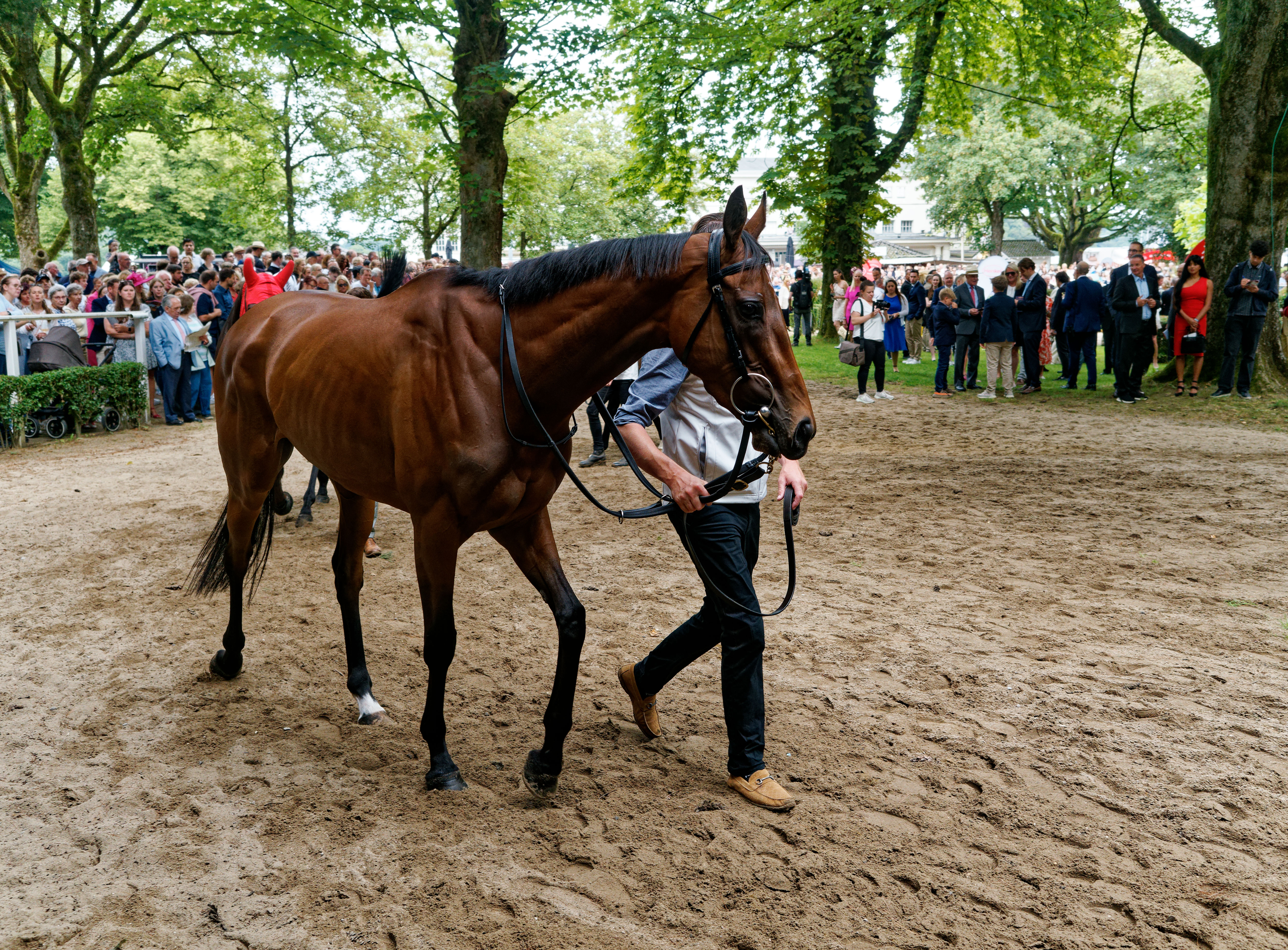
Je Zous

## Bilder vom Rennen

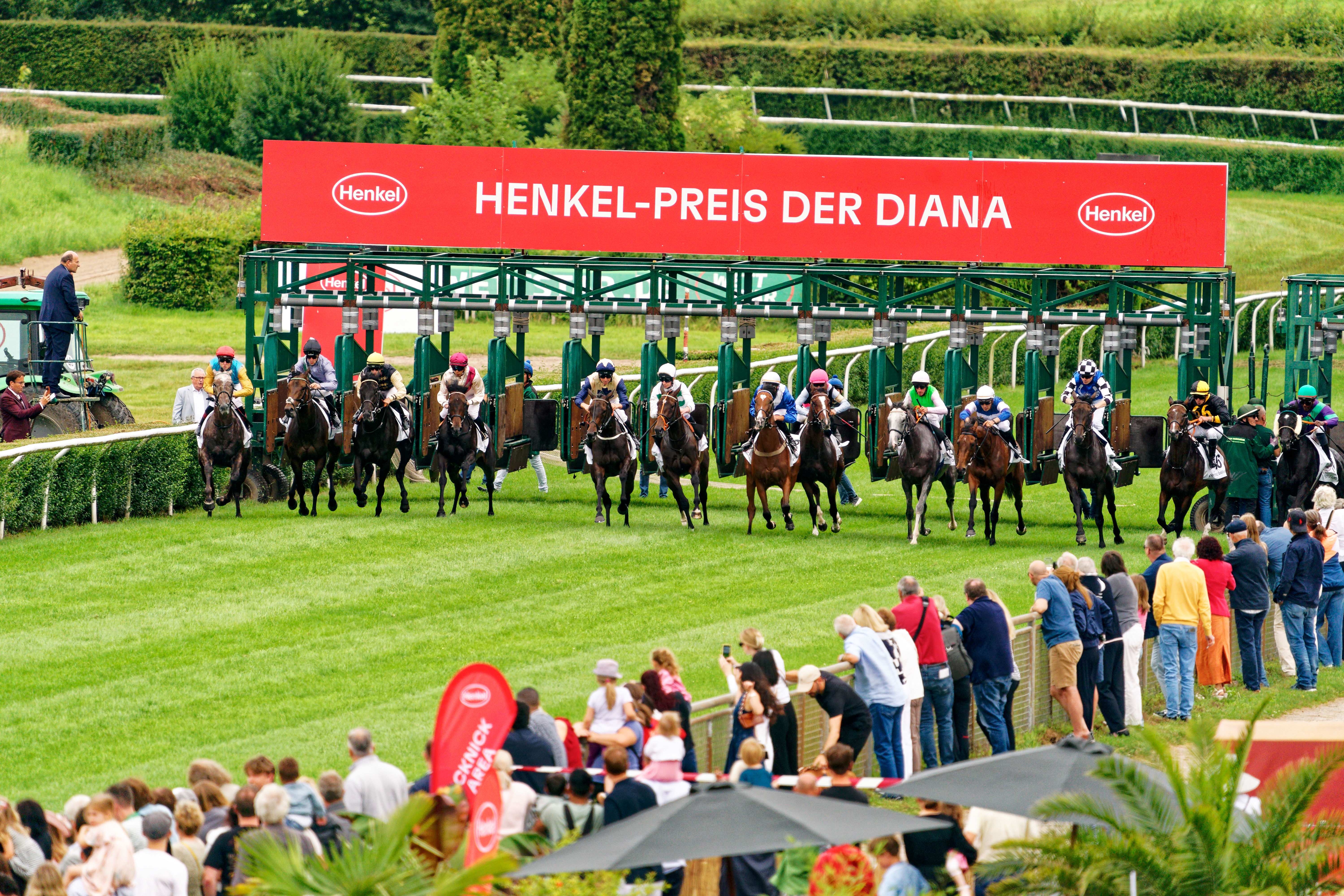
Start des Rennens
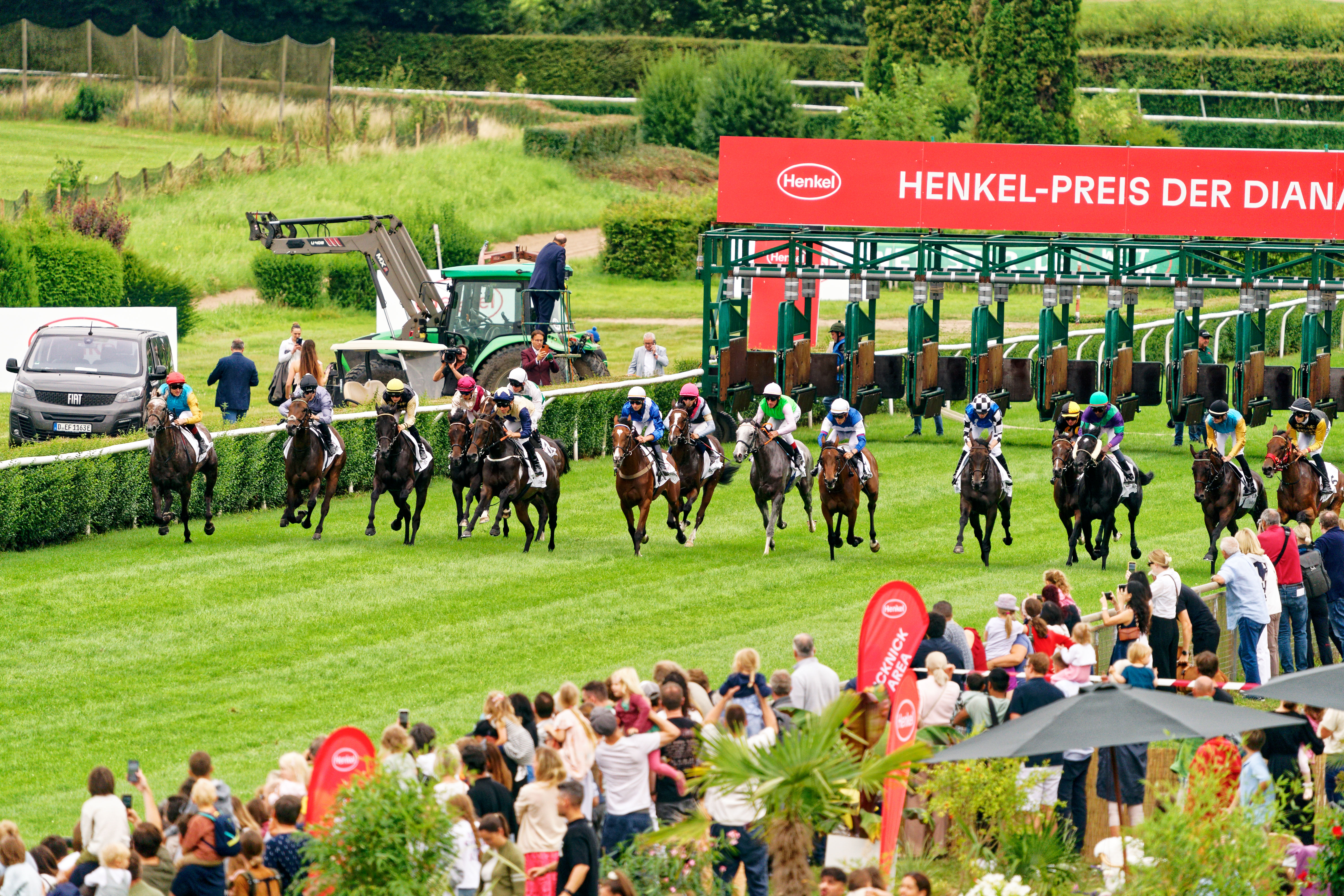
Das Feld kurz nach dem Start
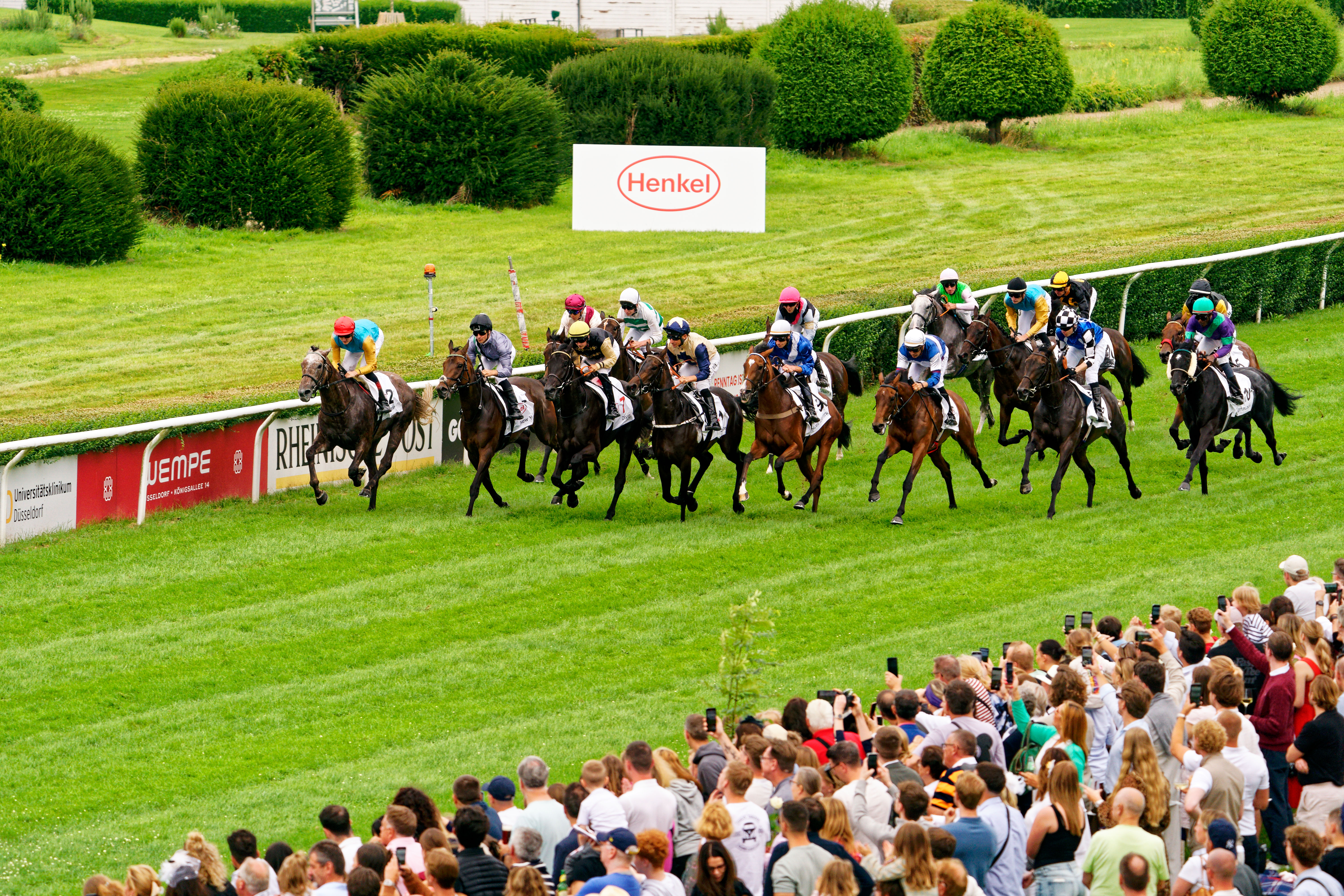
Das Feld sortiert sich nach dem Start
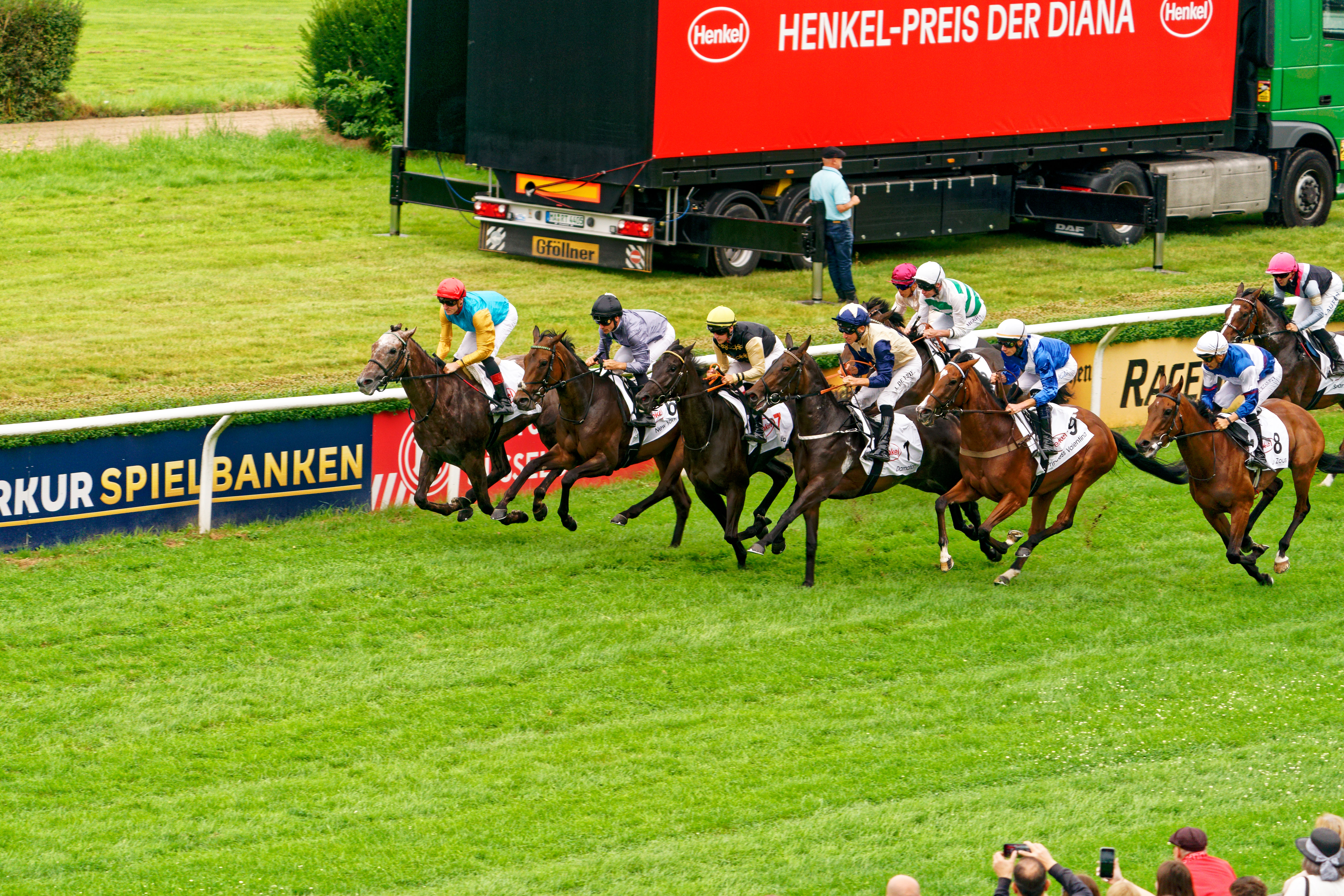
Erle übernimmt die Führung
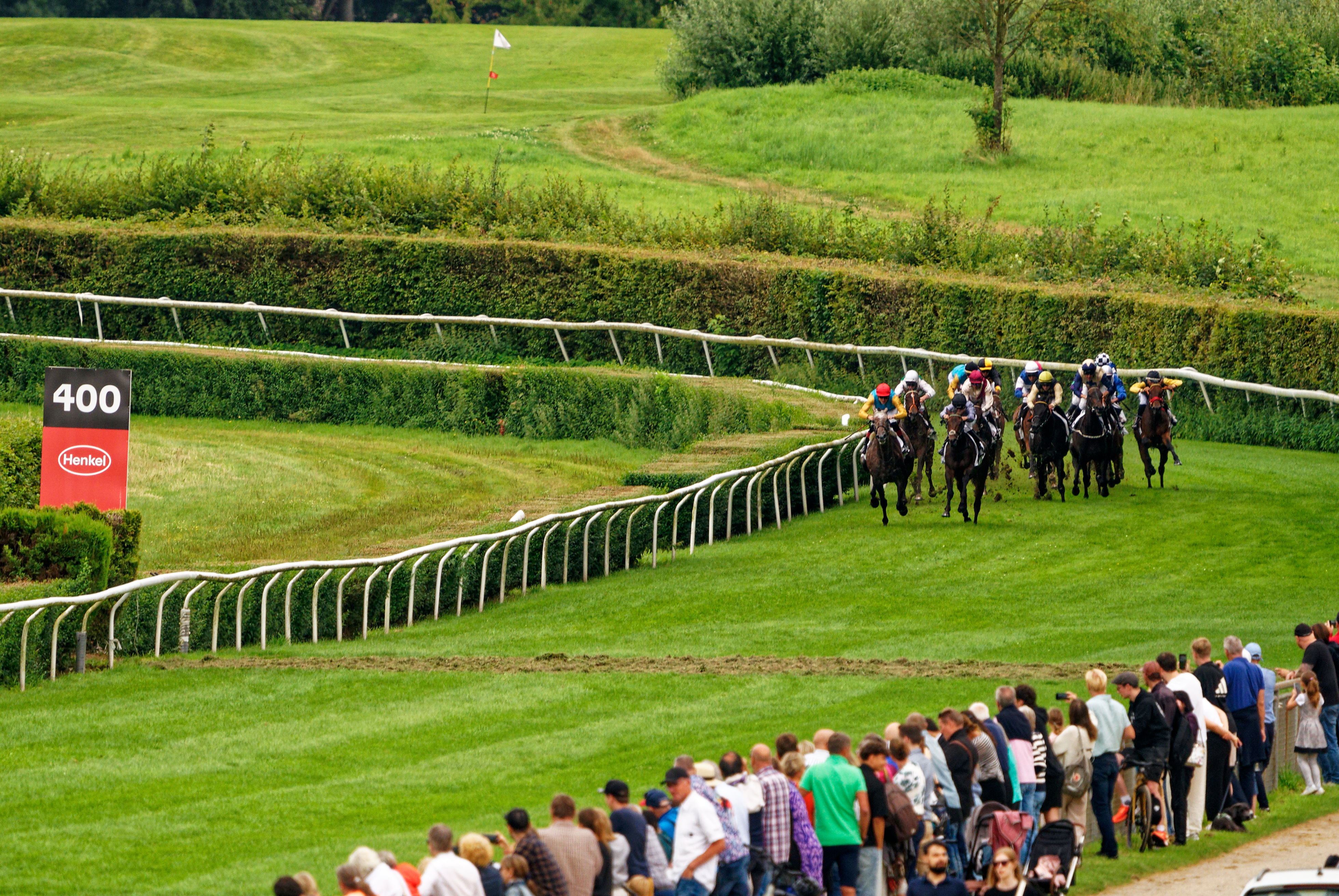
Die Pferde biegen auf die Zielgerade ein
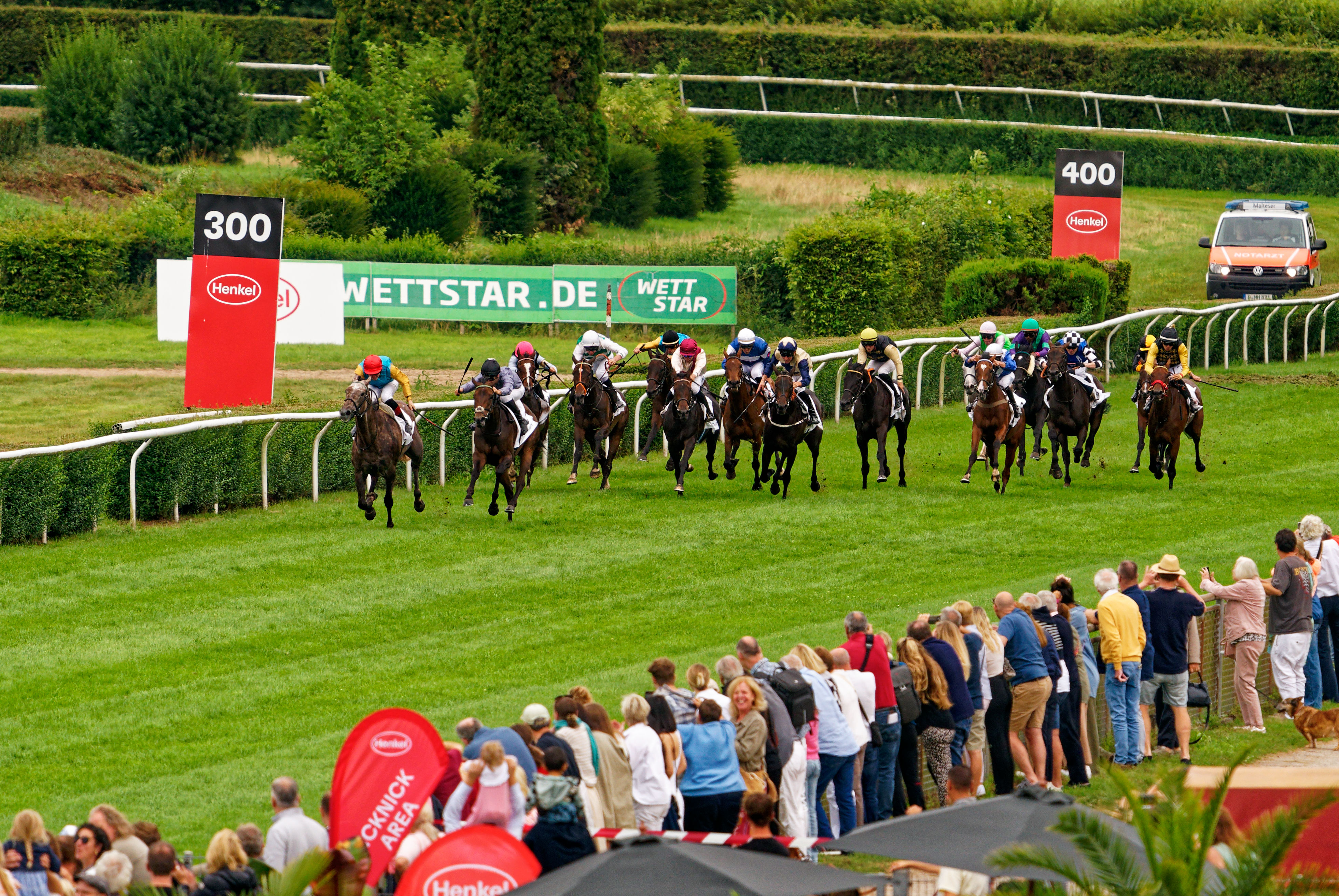
300 Meter vor dem Ziel kämpfen Erle und New York City um die Führung
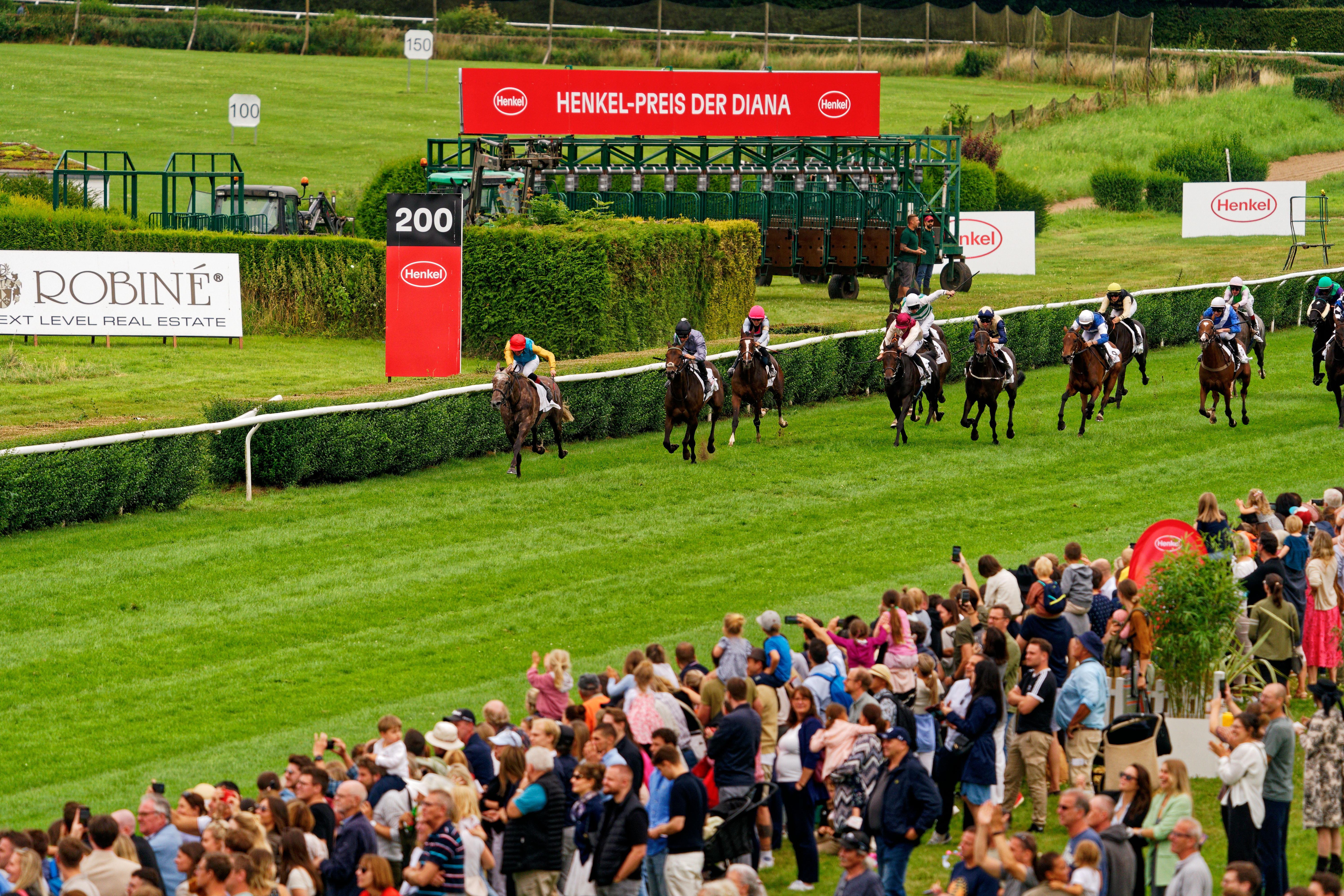
200 Meter hat sich Erle von New York City abgesetzt. Lady Mary, Spanish Eyes und Darnation
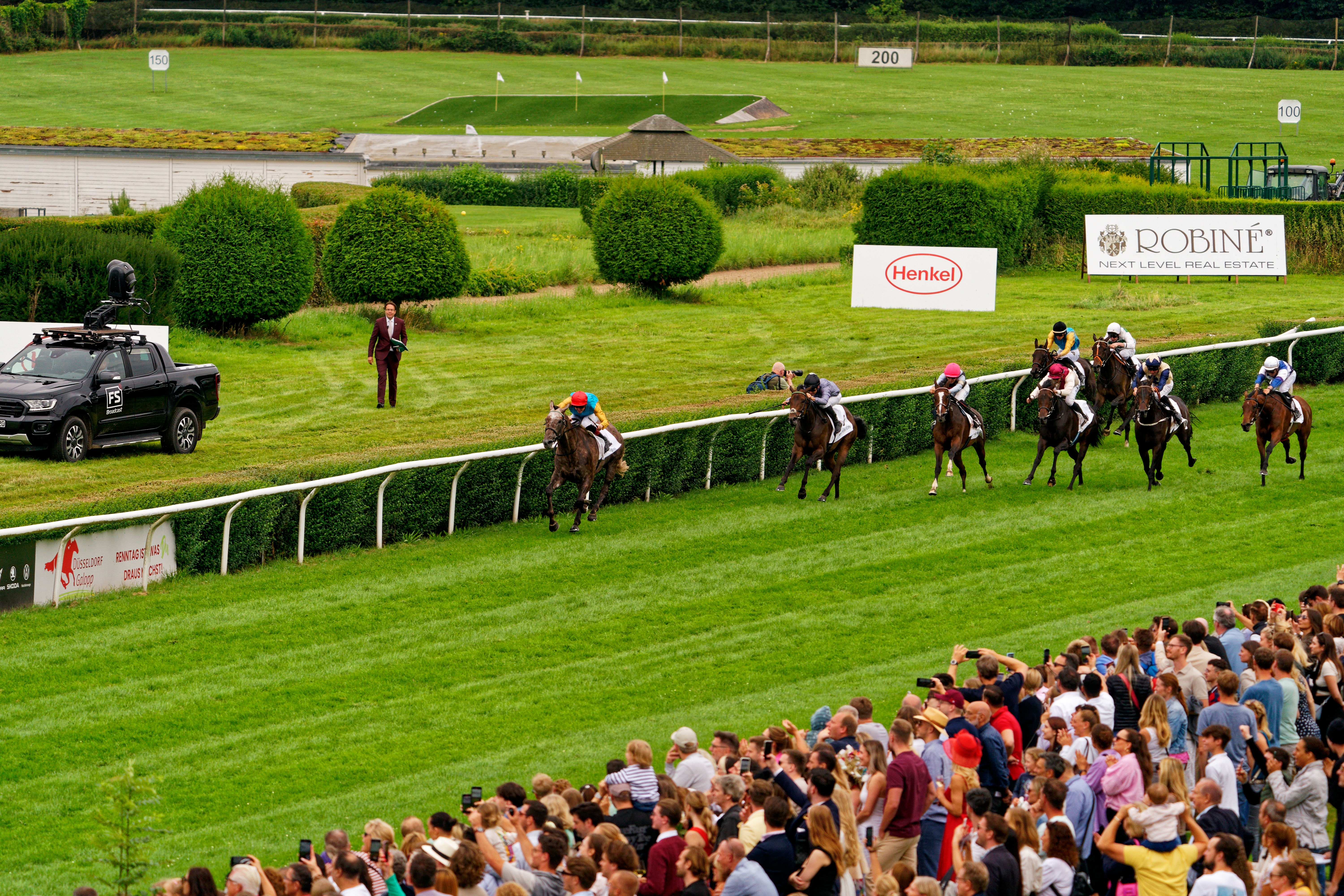
130 Meter vor dem Ziel führt Erle deutlich vor New York City, Spanish Eyes, Lady Marian und Darnation
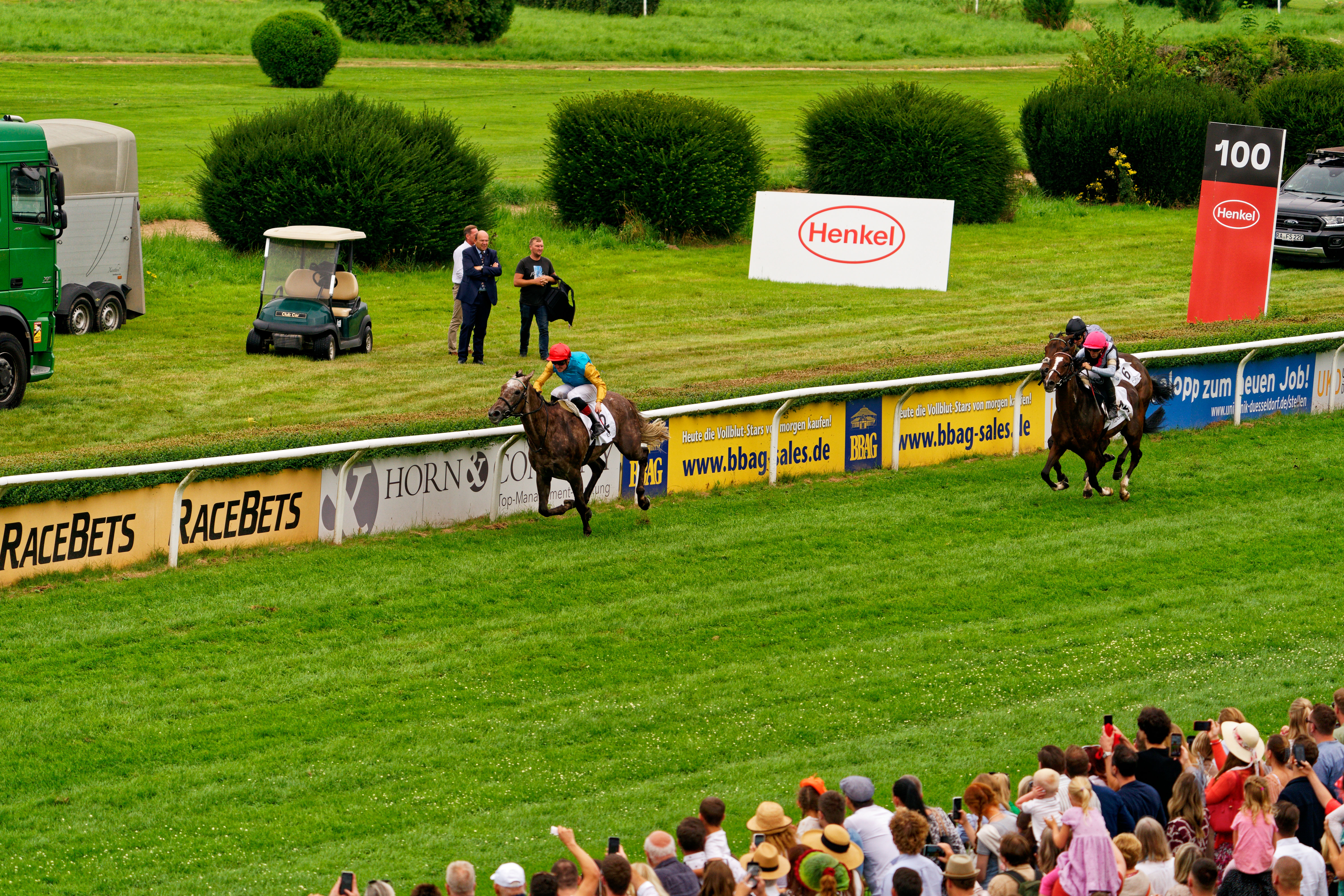
70 Meter vor dem Ziel New York City von Spanish Eyes passiert
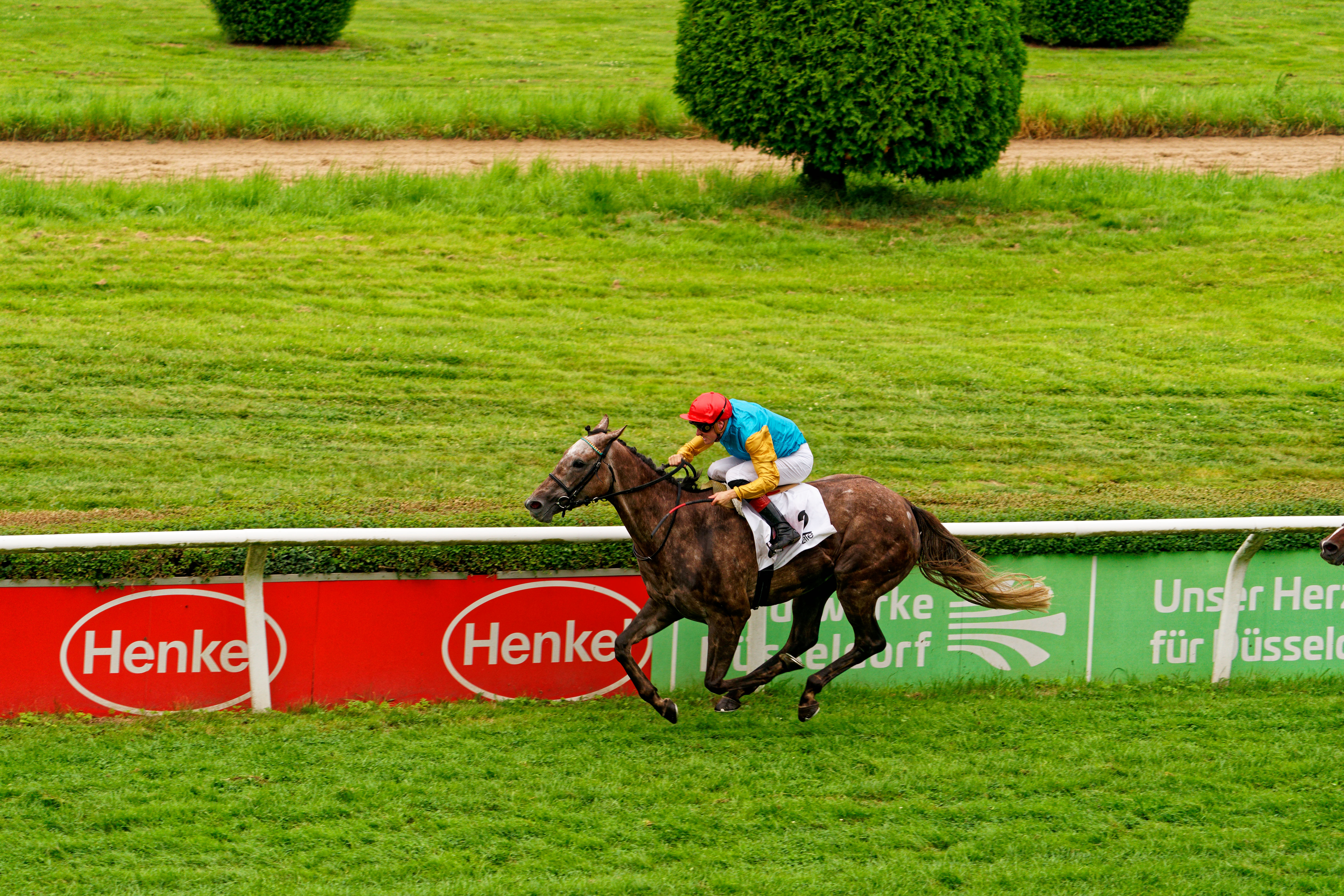
30 Meter vor dem Ziel liegt Erle unangefochten in Führung
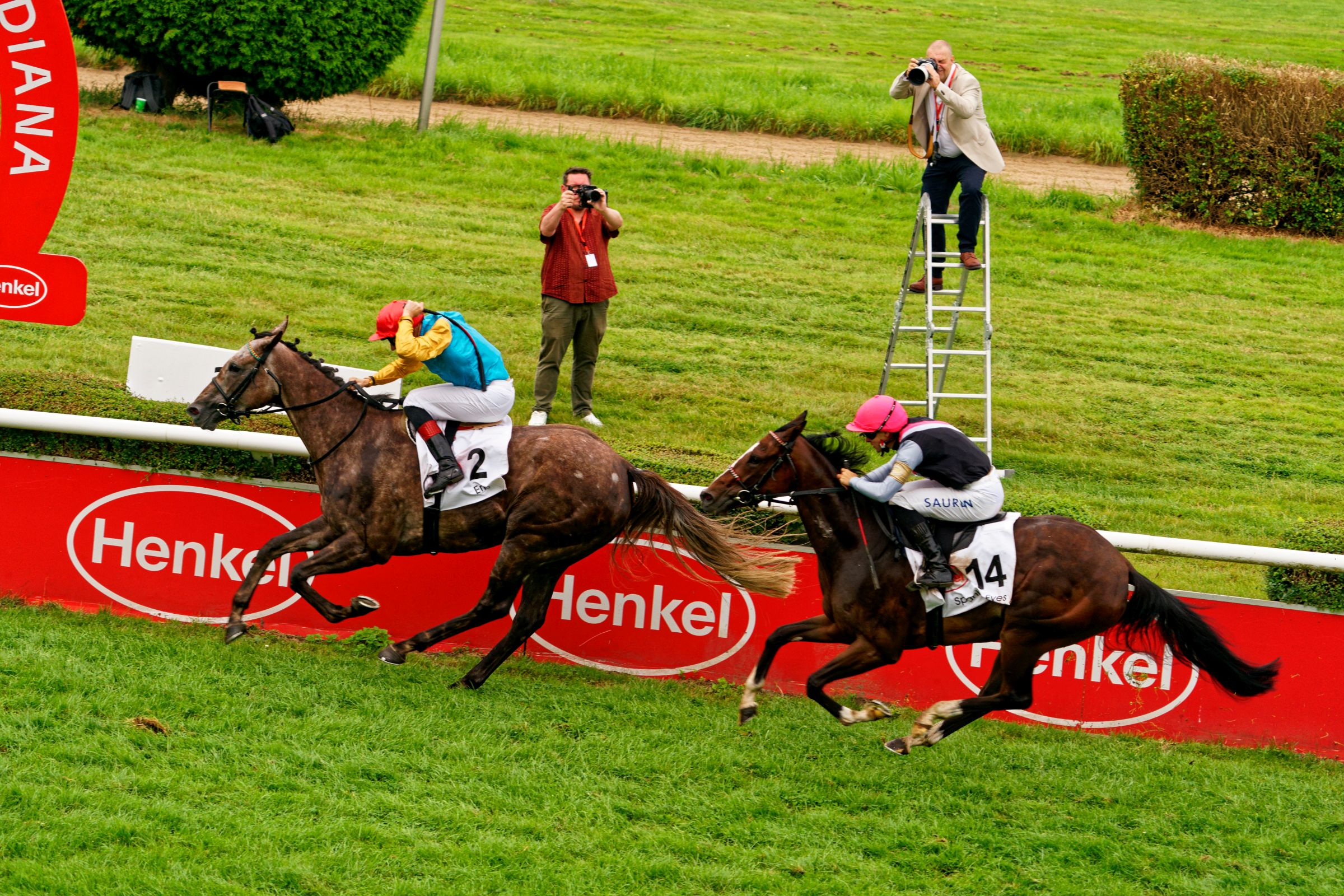
Auf den letzten Metern kommt Spanish Eyes noch bis auf eine Länge an Erle heran, kann sie aber nicht mehr ganz einholen

## Bilder von der Siegerehrung

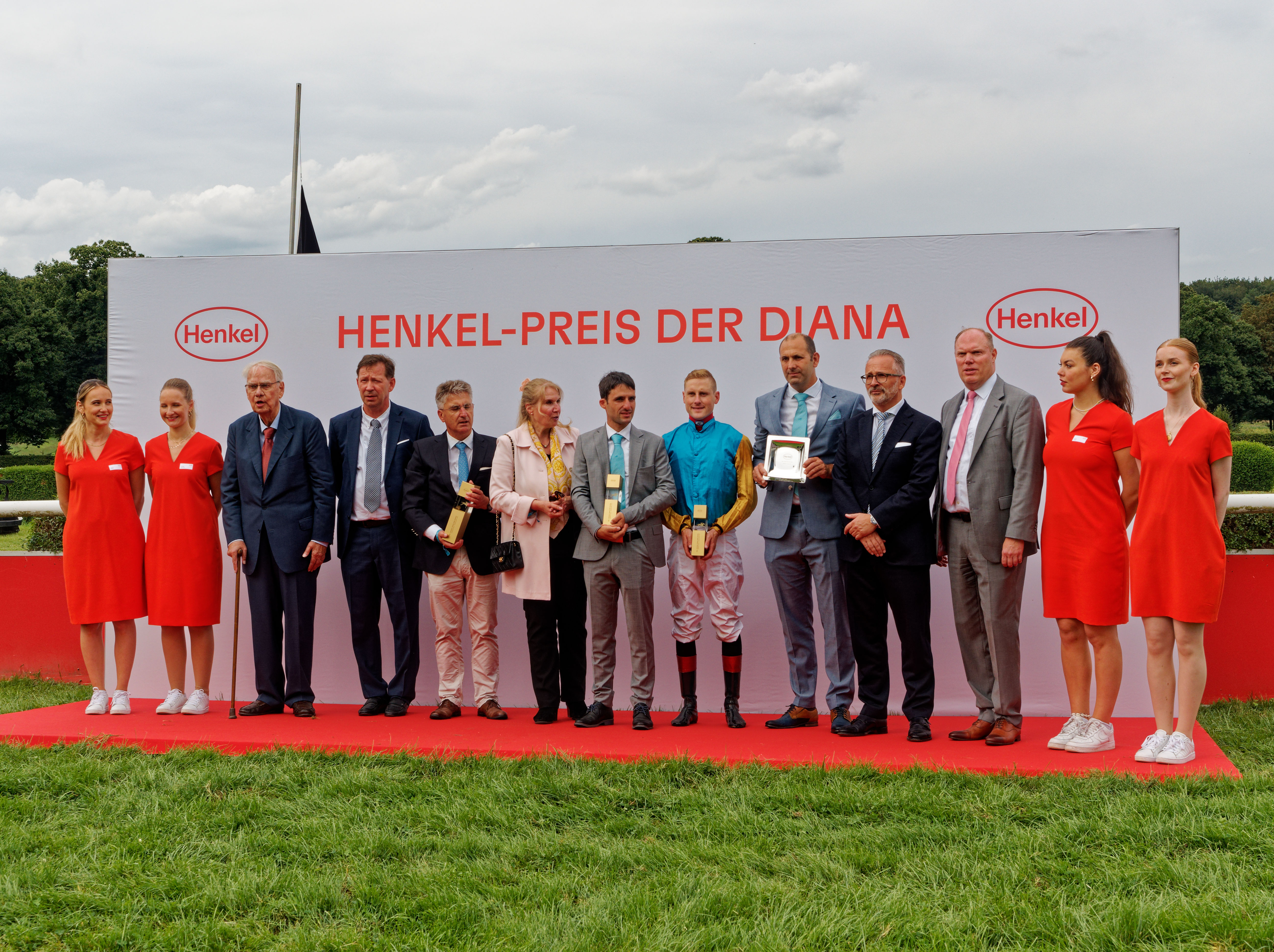
Gesamtbild bei der Siegerehrung
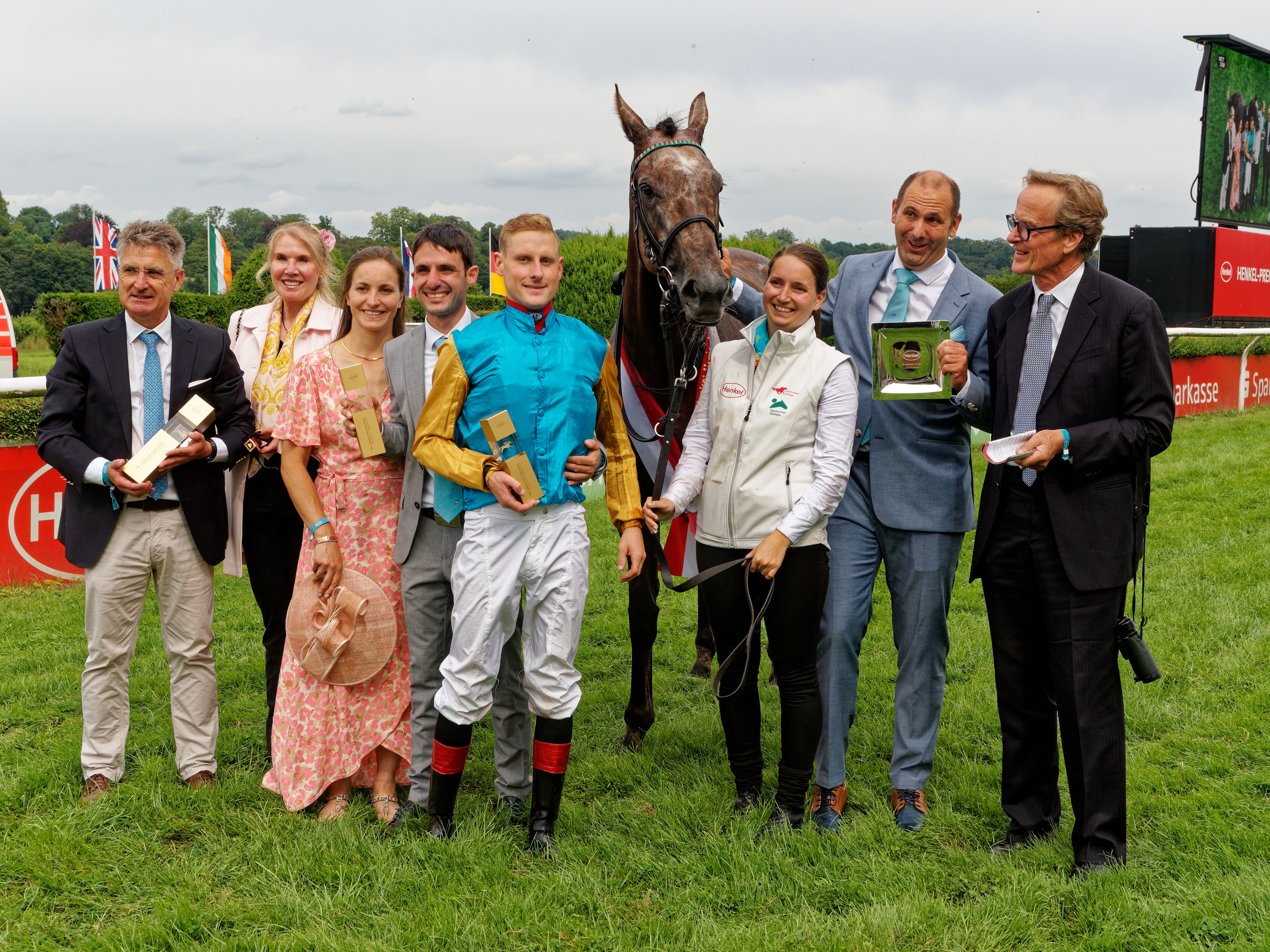
Das Siegerteam auf dem Geläuf